# Croatian Indoors 1997
Il Croatian Indoors 1997 è stato un torneo di tennis giocato sul cemento indoor. 
È stata la 2ª edizione del Croatian Indoors che fa parte della categoria ATP World Series ell'ambito dell'ATP Tour 1997.
Si è giocato a Spalato in Croazia dal 27 gennaio al 3 febbraio 1997.

## Campioni

### Singolare
Goran Ivanišević ha battuto in finale  Greg Rusedski con il punteggio di 7–6(4), 4–6, 7–6(6).

### Doppio
Saša Hiršzon /  Goran Ivanišević hanno battuto in finale  Mark Keil /  Brent Haygarth con il punteggio di 6–4, 6–3.